# Área esteparia de la margen derecha del río Guadarrama
Área esteparia de la margen derecha del río Guadarrama este o arie protejată (arie de protecție specială avifaunistică — SPA) din Spania întinsă pe o suprafață de 12.771,48 ha, integral pe uscat.

## Localizare
Centrul sitului Área esteparia de la margen derecha del río Guadarrama este situat la coordonatele 39°58′26″N 4°10′55″W / 39.9739°N 4.1819°V.

## Înființare
Situl Área esteparia de la margen derecha del río Guadarrama a fost declarat arie de protecție specială avifaunistică în decembrie 2007 pentru a proteja 25 de specii de animale.

## Biodiversitate
Situată în ecoregiunea mediteraneană, aria protejată conține 7 habitate naturale: Galerii și tufărișuri riverane sudice (Nerio-Tamaricetea și Securinegion tinctoriae), Tufărișuri termo-mediteraneene și de pre-deșert, Tufărișuri halo-nitrofile (Pegano-Salsoletea), Pajiști umede mediteraneene cu ierburi înalte de Molinio-Holoschoenion, Pseudostepă cu ierburi și specii anuale de Thero-Brachypodietea, Păduri de Quercus ilex și Quercus rotundifolia, Galerii de Salix alba și de Populus alba.
La baza desemnării sitului se află mai multe specii protejate:
- păsări (21): pescăruș albastru (Alcedo atthis), fâsă-de-câmp (Anthus campestris), Aquila adalberti, pasărea ogorului (Burhinus oedicnemus), șorecarul comun (Buteo buteo), ciocârlie-cu-degete-scurte (Calandrella brachydactyla), erete de stuf (Circus aeruginosus), erete vânăt (Circus cyaneus), Falco naumanni, vânturel roșu (Falco tinnunculus), Galerida theklae, Hieraaetus fasciatus, ciocârlie de bărăgan (Melanocorypha calandra), gaia neagră (Milvus migrans), gaia roșie (Milvus milvus), dropie (Otis tarda), Pterocles alchata, Pterocles orientalis, turturică (Streptopelia turtur), călifar alb (Tadorna tadorna), spârcaci (Tetrax tetrax)
- pești (3): Achondrostoma arcasii, Luciobarbus comizo, Pseudochondrostoma polylepis
- reptile (1): Mauremys leprosa

Pe lângă speciile protejate, pe teritoriul sitului au mai fost identificate 4 specii de amfibieni, 1 specie de pești, 11 specii de reptile.